# San Bernardino (Californië)
San Bernardino is een stad in de Amerikaanse staat Californië.  In 2020 had de stad 222.073 inwoners. Het is de op één na grootste stad van het Inland Empire, een oostelijk deel van de metropolitane regio van Los Angeles. De stad is vernoemd naar de katholieke heilige Bernardinus van Siena.

## Demografie
Van de bevolking is 8,2 % ouder dan 65 jaar en bestaat voor 21,1 % uit eenpersoonshuishoudens. De werkloosheid bedraagt 6,9 % (cijfers volkstelling 2000). Ongeveer 47,5 % van de bevolking van San Bernardino bestaat uit hispanics en latino's, 16,4 % is van Afrikaanse oorsprong en 4,2 % van Aziatische oorsprong.

## Klimaat
In januari is de gemiddelde temperatuur 12,0 °C, in juli is dat 26,3 °C. Jaarlijks valt er gemiddeld 391,7 mm neerslag (gegevens op basis van de meetperiode 1961-1990).

## Geschiedenis
In San Bernardino ontstond de fastfoodketen McDonald's, maar het hoofdkantoor is tegenwoordig in Oak Brook in de staat Illinois, evenals de motorclub Hells Angels.
Op 2 december 2015 vielen er bij een schietpartij in een zorgcentrum voor gehandicapten 14 doden. Een van de daders bleek een vrouw die op Facebook trouw had gezworen aan IS.

## Stedenbanden
San Bernardino heeft een stedenband met:
- Goyang (Zuid-Korea), sinds 2003
- Herzliya (Israël), sinds 1985
- Ile-Ife (Nigeria), sinds 1981
- Kigali (Rwanda), sinds 2000
- Mexicali (Mexico), sinds 1968
- Roxas (Filipijnen), sinds 1990
- Tachikawa (Japan), sinds 1959
- Tauranga (Nieuw-Zeeland), sinds 1973
- Villahermosa (Mexico), sinds 1971
- Yushu (China), sinds 1993
- Zavolzhye (Rusland), sinds 1992

## Geboren in San Bernardino
- Philo McCullough (1893-1981), acteur
- Edith Head (1897-1981), modeontwerpster
- Gene Hackman (1930-2025), filmacteur
- Derek Parra (1970), schaatser
- Lisa Marie Varon (1971), bodybuilder en worstelaar
- Michael Shawn Hettinga (1978), worstelaar